# Vino, whisky e acqua salata
Vino, whisky e acqua salata è un film italiano del 1963 diretto da Mario Amendola.

## Trama
Il film narra delle divertenti vicende di una pazza nave da guerra durante la seconda guerra mondiale, e delle sue storie e personaggi. Tra queste quelle di un generale inglese e il comandante della nave che si acciuffano a vicenda, dei membri del equipaggio e dei due cuochi originari della Sicilia Franco e Ciccio, che passano le ore a raccontarsi il perché della guerra non serve alternando questi racconti ad alcune vicende personali di Franco (come la sua prosperosa moglie che però non si è mai spogliata di fronte a lui e il suo ''nemico'' di paese Pasquale Greco, che aveva guardato sua sorella Rosalia dal buco).